# Sarah Arapta
Sarah Arapta, là một nữ doanh nhân và giám đốc điều hành của công ty ở Uganda, nền kinh tế lớn thứ ba trong Cộng đồng Đông Phi. Bà là giám đốc điều hành và giám đốc điều hành (CEO) của Citibank Uganda, một nhà cung cấp dịch vụ tài chính, được cấp phép như một ngân hàng thương mại do Ngân hàng Uganda, các ngân hàng trung ương và bộ điều chỉnh ngân hàng quốc gia.

## Hoàn cảnh và giáo dục
bà được sinh ra vào khoảng những năm 1970. Bà học tại các trường tiểu học và trung học địa phương trước khi vào Đại học Makerere, trường đại học công lập lâu đời nhất và lớn nhất trong cả nước. Bà tốt nghiệp Cử nhân Nghệ thuật Kinh tế.

## Sự nghiệp
Arapta đã được tuyển dụng tại Stanbic Bank Uganda Limited trong khoảng thời gian gần năm năm. Bà nhìn chằm chằm vào đó với tư cách là Giám đốc Ngân hàng Doanh nghiệp trước khi trở thành Giám đốc Ngân hàng Đầu tư. Bà chuyển sang Ngân hàng Barclays của Uganda vào tháng 1 năm 2014 với tư cách là Giám đốc Ngân hàng Đầu tư và Doanh nghiệp, phục vụ trong khả năng đó trong một năm và sáu tháng. Vào tháng 1 năm 2016, bà được bổ nhiệm làm giám đốc điều hành và CEO của Citibank Uganda.

## Những ý kiến khác
Sarah Arapta là thành viên của ủy ban điều hành gồm năm người của Hiệp hội Ngân hàng Uganda, nơi bà làm Kiểm toán trưởng.